# てまえどり
てまえどりとは 、購入してすぐに食べる場合に、商品棚の手前にある商品など、販売期限が近づいた商品を積極的に選ぶ行動、当該行動を促す取組。

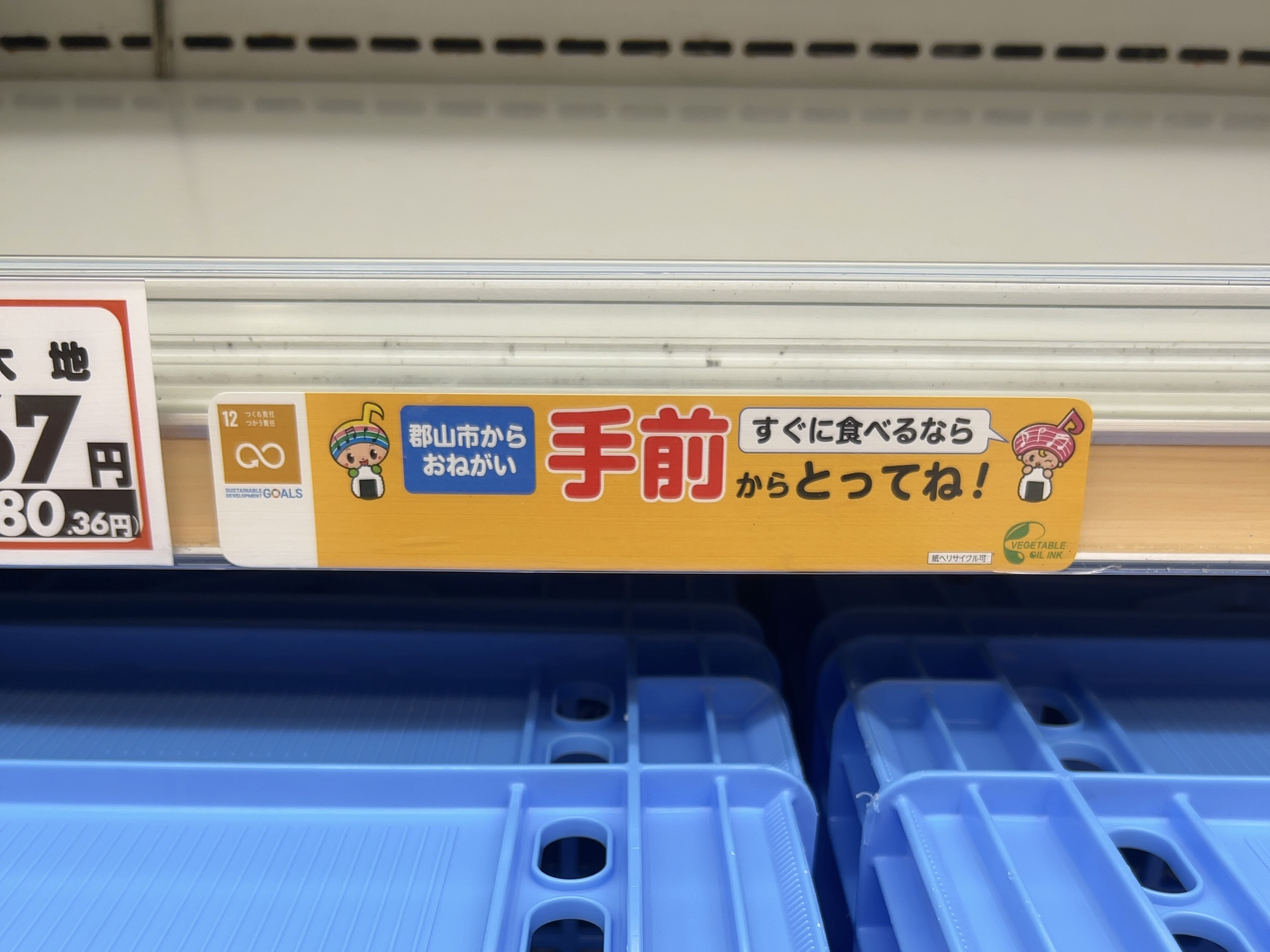
てまえどりを促す表示(福島県郡山市)

「食品ロスの削減の推進に関する基本的な方針」で食品ロスの削減のために消費者に求められる行動の一つに挙げられている。

## 概要
スーパーマーケットなどの食品小売店では、販売期限の迫った商品を商品棚の手前に、期限まで余裕のある商品を奥に陳列することが一般的だが、これを理解してる消費者ほど意図的に棚の奥から商品を選び出そうとする傾向があり、食品ロスの増加にもつながっている。この問題を解消するため、生活協同組合コープこうべが棚の手前・期限の迫ったものから購入することを消費者に促す取組を開始し、2018年から「てまえどり」の名称を用いるようになった。
2021年以降、消費者庁・農林水産省・環境省などによる広報活動も始まったことで全国に取組が広がり、2022年のユーキャン新語・流行語大賞トップ10に選出された。食品ロスの削減の推進に関する法律に基づき2025年3月に閣議決定された「食品ロスの削減の推進に関する基本的な方針」では、3010運動などとともに消費者に求められる行動の一つに挙げられている。

## 効果と課題
京都市が2021年から2022年にかけて実施した調査では、てまえどりの広報を行ったスーパーマーケットでは商品廃棄率の減少が確認できたとしている。
消費者庁が2023年に実施した消費者アンケート調査では、てまえどりを知っているとの回答が7割を超えているが、一方で、てまえどりを認知しながらも実践していない層も一定数いることも明らかになっている。